# Colerain Township (Belmont County, Ohio)
Colerain Township ist eines von 16 Townships des Belmont Countys im US-Bundesstaat Ohio. Nach der Volkszählung im Jahr 2000 waren hier 1591 Einwohner registriert.

## Geografie
Colerain Township liegt im Nordosten des Belmont Countys im Osten von Ohio, ist im Osten etwa 8 km vom Ohio River entfernt und grenzt im Uhrzeigersinn an die Townships: Mount Pleasant Township im Jefferson County, Pease Township, Richland Township, Wheeling Township und Short Creek Township im Harrison County.

## Verwaltung
Das Township wird durch ein Board of Trustees, bestehend aus drei gewählten Mitgliedern, verwaltet. Zwei Personen werden jeweils im Jahr nach der Präsidentschaftswahl gewählt und eine jeweils im Jahr davor. Die Amtszeit dauert in der Regel vier Jahre und beginnt jeweils am 1. Januar. Daneben gibt es noch einen Township Clerk (Schriftführer), der ebenfalls im Jahr vor der Präsidentschaftswahl auf eine vierjährige Amtszeit gewählt wird. Dessen Amtszeit beginnt jeweils am 1. April.